# P.S. I Love You (film fra 2007)
 For alternative betydninger, se P.S. I Love You. (Se også artikler, som begynder med P.S. I Love You)
P.S. I Love You er en amerikansk dramafilm fra 2007, instrueret af Richard LaGravenese.
Filmen er baseret på en novelle af samme navn fra 2004 skrevet af Cecelia Ahern

## Plot
Holly og Gerry er et gift par som bor på Lower East Side af Manhattan. De er meget forelskede, men skændes af og til. Gerry dør pludseligt af en hjernesvulvst og Holly indser hvor meget han betyder for hende og hvor ubetydelige deres skænderier var.
Dybt fortivlet trækker Holly sig ind i sig selv og distancerer sig fra sine venner og familie indtil de møder op på hendes 30-års fødselsdag. Mens de alle forsøger at hjælpe hende med at organisere lejligheden, ankommer der en kage og et brev fra Gerry. Det viser sig at være det første i en række breve – der alle sammen slutter med "P.S. I Love You" – som han havde arrangeret skulle blive leveret til hende efter hans død.
Med hvert nyt følger et eventyr og giver Holly nyt mod. Holly's mor tror at Gerry's breve holder Holly fanget i fortiden. Men de hjælper hende faktisk med at komme videre.
Gerry har arrangeret at Holly og hendes veninder Denise og Sharon skal rejse til hans hjemland Irland. På deres rejse møder de sangeren William, der minder Holly om hendes afdøde mand og tilfældigvis var William og Gerry barndomsvenner. På turen afslører Denise at hun er blevet forlovet, og Sharon afslører at hun er gravid, hvilket får Holly til at få følelsesmæssige tilbagefald og trække sig ind i sig selv igen.
Holly melder sig til at modekursus og opdager, at hun har flair for at designe damesko. Hendes nyfundne selvtillid giver hende styrke til at komme ud af sin ensomhed og tilskynde sine venners lykke. Mens hun går en tur med sin mor, finder hun ud af, at det hendes mor Gerry havde bedt om levere brevene. Hun tager sin mor med til Irland. Da filmen slutter, viser Holly at hun har opgivet sin frygt for at blive forelsket igen.

## Medvirkende
- Hilary Swank – Holly Kennedy
- Gerard Butler – Gerry Kennedy
- Lisa Kudrow – Denise Hennessey
- Gina Gershon – Sharon McCarthy
- James Marsters – John McCarthy
- Kathy Bates – Patricia Reilly, Holly's mor
- Harry Connick Jr. – Daniel Connelly
- Jeffrey Dean Morgan – William Gallagher
- Nellie McKay – Ciara Reilly, Holly's søster

## Eksterne Henvisninger
- P.S. I Love You på Internet Movie Database (engelsk)
- P.S. I Love You på Filmdatabasen
- P.S. I Love You på Scope
- P.S. I Love You i Svensk Filmdatabas (svensk)
- P.S. I Love You på AlloCiné (fransk)
- P.S. I Love You på MovieMeter (nederlandsk)
- P.S. I Love You på AllMovie (engelsk)
- P.S. I Love You hos American Film Institute (engelsk)
- P.S. I Love You på Turner Classic Movies (engelsk)
- P.S. I Love You på The Movie Database (engelsk)